# Александровац (община)
Алекса́ндровац (серб. Александровац) — община в Сербии, входит в Расинский округ.
Население общины составляет 27 828 человек (2007 год), плотность населения составляет 72 чел./км². Занимаемая площадь — 387 км², из них 55,8 % используется в промышленных целях.
Административный центр общины — город Александровац. Община Александровац состоит из 55 населённых пунктов, средняя площадь населённого пункта — 7,0 км².

## Статистика населения общины
| Год  | Население, чел. |
| ---- | --------------- |
| 1991 | 30 723          |
| 2001 | 29 570          |
| 2002 | 29 334          |
| 2003 | 29 116          |
| 2004 | 28 881          |
| 2005 | 28 593          |
| 2006 | 28 218          |
| 2007 | 27 828          |